# Народная партия Доминики
Народная партия Доминики (англ. People's Party of Dominica) — политическая партия Доминики.

## Описание
НПД — прогрессивная политическая партия Содружества Доминики. Основана 3 ноября 2015 года Сапфир Кэррингтон. Поддерживая прогрессивную революцию, как и Берни Сандерс в США, НПД выступает за социальное и экономическое равенство, справедливость и развитую систему социального обеспечения. НПД решительно поддерживает профсоюзы, предпринимателей, а также различные неправительственные и некоммерческие организации. 
При этом в политическом спектре партия обычно позиционирует себя как правоцентристская. Проигрывая на данный момент текущей ведущей оппозиционной партии, НПД планирует бороться за места в парламенте на следующих выборах. Партия привлекает широкое внимание общественности благодаря социальным сетям и прессе. 
Народная партия Доминики является активным сторонником развития молодежи. НПД проводит комплекс организационных и просветительских мероприятий, организует избирательные кампании по всему острову. Цель P-POD — улучшить жизнь за счёт мобилизации жителей Доминики как в Вест-Индии, так и в доминикской диаспоре, чтобы построить более безопасную, чистую, сильную и процветающую Доминику XXI века. Представители партии заявляли, что они приняли семнадцать глобальных целей устойчивого развития, которые представлены семнадцатью цветами на их логотипе. 

## История
Партия была создана летом 2015 года. НПД выросла из обыденных дискуссий о текущем состоянии страны и направлении развития Доминики. Сейчас НПД фактически является одной из ведущих политических партий страны. НПД — это прогрессивные идеи, которые реализуются на практике, а не просто выражаются в теоретической партийной философии. Одна из основных функций НПД — постоянное улучшение и продвижение экономических и социальных интересов всех граждан Доминики. 

## Структура и состав
Народная партия имеет два местных комитета: 
- Народный национальный комитет (ННК). Обеспечивает коммуникацию с избирателями и помогает большему количеству доминикцев попасть на избирательные участки. ННК ведёт бо́льшую часть своей деятельности дистанционно.
- Комитет кампании оранжевых парламентариев (ККОП) — принимает меры по улучшению и стабилизации экономики, используя проверенные методы.

## Географическое распространение
НПД очень популярна в столичном избирательном округе и в округе Махо. На закрытых собраниях НПД преобладают прогрессисты и центристы. 